# Ноир, Рикардо
Рикардо Даниэль Ноир Мейер (исп. Ricardo Daniel Noir Meyer; родился 26 февраля 1987 года, Вилья-Элиса, Аргентина) — аргентинский футболист, нападающий клуба «Пайсанду».

## Биография
Ноир — воспитанник клуба «Бока Хуниорс». 17 мая 2008 года в матче против «Расинга» он дебютировал в аргентинской Примере. В этом же поединке Рикардо забил свой первый гол за «Бока Хуниорс». В своём дебютном сезоне он стал чемпионом страны и обладателем Рекопы Южной Америки. В начале 2010 года для получения игровой практики Ноир перешёл в эквадорскую «Барселону» из Гуаякиль. 7 марта в матче против «Эмелека» он дебютировал в эквадорской Примере. 28 апреля в поединке против «Депортиво Куэнка» Рикардо забил свой первый гол за «Барселону». В матчах Южноамериканского кубка против перуанского «Универсидад Сесар Вальехо» он забил по голу.
Летом 2011 года Ноир на правах аренды присоединился к «Ньюэллс Олд Бойз». 7 августа в матче против «Эстудиантес» он дебютировал за новую команду. 28 августа в поединке против «Бельграно» Рикардо сделал «дубль», забив свои первые голы за «Ньюэллс Олд Бойз».
Летом 2012 года Ноир был отдан в аренду в «Банфилд». 20 августа в матче против «Альдосиви» он дебютировал в Примере B. 16 апреля 2013 года в поединке против «Нуэва Чикаго» Рикардо забил свой первый гол за «Банфилд». В 2014 году Ноир помог клубу выйти в элиту. 8 августа в матче против «Годой-Крус» он дебютировал за команду на высшем уровне.
Летом 2015 года Ноир подписал контракт с «Расингом» из Авельянеды. Сумма трансфера составила 1,5 млн евро. 12 июля в матче против своего бывшего клуба «Ньюэллс Олд Бойз» он дебютировал за новый клуб. 4 февраля 2016 года в поединке Кубка Либертадорес против мексиканской «Пуэблы» Рикардо забил свой первый гол за «Расинг». Летом 2016 года Ноир на правах аренды перешёл в чилийский «Универсидад Католика». 31 июля в матче против «Кобресаль» он дебютировал в чилийской Примере. 18 августа в поединке против Южноамериканского кубка против боливийского «Реал Потоси» Рикардо забил свой первый гол за «Универсидад Католика». В 2017 году в матчах Кубка Либертадорес против бразильского «Атлетико Паранаэнсе» он забил по голу. В составе клуба Рикардо стал чемпионом Чили.
В начале 2018 года Ноир на правах аренды присоединился к «Уракану». 29 января в матче против «Ривер Плейт» он дебютировал за новую команду. Летом того же года Ноир был арендован «Атлетико Тукуман». 14 августа в матче против своего бывшего клуба «Расинга» он дебютировал за новую команду. 18 августа в поединке против «Дефенса и Хустисия» Рикардо забил свой первый гол за «Атлетико Тукуман».

## Достижения
Командные
 «Бока Хуниорс»
- Чемпионат Аргентины по футболу — Апертура 2008
- Обладатель Рекопы Южной Америки — 2008

 «Универсидад Католика»
- Чемпионат Чили по футболу — Апертура 2016
- Обладатель Суперкубка Чили — 2016